# Ferryhouse
FerryHouse ist ein Musiklabel mit Sitz in Hamburg.

## Geschichte
Das Unternehmen wurde 2005 ursprünglich als Produktionsgesellschaft für Musik, Film und Multimedia von Frank Otto gegründet. Als im Jahre 2007 die Absatzeinbrüche der Musikindustrie im letzten Jahrzehnt die 40-%-Marke erreichten und selbst vormals erfolgreiche Künstler auch bei den, inzwischen ebenfalls in Mitleidenschaft gezogenen, Independent-Labels keine Heimat mehr fanden, wurde der Geschäftschwerpunkt auf Musiklabel verlagert, um so Einfluss auf das Geschehen der Musikwirtschaft nehmen zu können.
Seit 2007 widmet sich das Unternehmen besonders der Entdeckung und der Entwicklung von neuen Künstlern und deren Bekanntmachung beim Musikpublikum. Dabei wird die Markteinführung auf den jeweiligen Künstler abgestellt. Das Label ist weder auf eine spezialisierte Musikrichtung noch auf bestimmte Medienformate festgelegt. FerryHouse wurde unter anderen im April 2010 mit dem Live Entertainment Award für die Nachwuchsförderung des Sängers und Songwriters Philipp Poisel gewürdigt. Sein Debütalbum Wo fängt dein Himmel an ist die erste Goldene Schallplatte des Labels.
Seit 2011 veranstaltet das Label mit der Hamburger Morgenpost und dem Radiosender 917xfm einen Newcomer-Wettbewerb, dessen erster Preis eine Veröffentlichung auf dem Label ist.
FerryHouse ist an der Artist und Creator Agentur weLike beteiligt.

## Künstler
- Berge
- Jill Barber
- Jim Button
- Benne
- Born Crain
- Brixtonboogie
- Carl Carlton
- Clarence + Napoleon
- Compact Space
- Hein Cooper
- Durstlöscher
- Jost Music
- The Dreams
- The Element Project
- Emma6
- Femme
- Fullax
- The Floor Is Made of Lava
- The Subways
- Gabriella Cilmi
- Grand Analog
- Ashley Hicklin
- Nick Howard
- Irie Révoltés
- Alexander Knappe
- Gary Krosnoff
- Kristoffer and the Harbour Heads
- Leichtmatrose
- Lewis & Leigh
- Liedfett
- Luca Vasta
- Luke Sital-Singh
- Malleus
- Martin Gallop
- Wolfgang Michels
- Mise en Scene
- Newmen
- One Fine Day
- Orange but Green
- Paper Beat Scissors
- Paulsrekorder
- Philipp Poisel in Zusammenarbeit mit Grönland
- Der Polar
- Smokie
- Teitur
- Joachim Witt

## Projekte
- Captain’s Club mit Laith Al-Deen, Max Mutzke, Nena, EL*KE, Diane Weigmann, Ingo Pohlmann, Kim Frank, Keimzeit, Ole Soul und anderen

## Filme
- Sankt Pauli! – Rausgehen – Warmmachen – Weghauen von Joachim Bornemann mit Musik von Kettcar, Die Sterne, Tomte, Bela B. vs. Urban Delights, Björn Beton und Beginner
- „Vom Kiez zum Kap“ von Joachim Bornemann mit Musik von Bela B., Dubtari, Fettes Brot, Iro Gnaden, Kettcar, Le Fly, Skop, Seemanns-Chor Hannover, One Fine Day u. a.[5]
- Flamenco Mi Vida von Peter Sempel mit Dieter Meier u. v. a. m.
- TRIP - Remix your Experience

## Unternehmensbeteiligungen
- Hotelbar Publishing GmbH
- weLike GmbH
- Poparchive